# Schwechat (rivière)
La Schwechat est une rivière longue de 62 km située en Basse-Autriche et un affluent du Danube. 

## Géographie
Elle prend naissance sur le Schöpfl et poursuit sa course en direction de l'est jusqu'à Schwechat où elle se jette dans le Danube